# Navidad
Pour plus de détails, voir Fiche technique et Distribution.
Navidad est un film chilien réalisé par Sebastián Lelio, sorti en 2009.

## Synopsis
Nous suivons l'aventure du jeune couple de Alejandro et Aurora, venu chercher, dans l'ancienne maison du Père de Aurora, les disques de son père décédé.
Au cours de cette aventure notre couple va faire la rencontre d'une jeune fille, Alicia, qui c'est perdu en fuguant sa mère.
Des liens forts vont se créer entre nos trois protagonistes et des faits impensable seront révèlé.

## Fiche technique
- Titre original : Navidad
- Titre international : Christmas
- Réalisation : Sebastián Lelio
- Scénario : Sebastián Lelio, Gonzalo Maza
- Production : Horamagica Producciones
- Musique :
- Langue : Espagnol
- Pays d'origine :  Chili
- Lieux de tournage : Santiago, Chili
- Genre : Drame
- Durée : 99 minutes
- Dates de sortie :
  -  France
    - 21 mai 2009 au Festival de Cannes
    - 4 novembre 2009

  -  Norvège 20 novembre 2009
  -  Pologne 25 novembre 2009
  -  Argentine 8 avril 2010
  -  Hongrie 18 avril 2010

## Distribution
- Manuela Martelli : Aurora
- Diego Ruiz : Alejandro
- Alicia Rodríguez : Alicia